# Xenó de Patres
Xenó de Patres (en llatí Xenon, en grec antic Ξένων) fou un polític de la Lliga Aquea nascut a Patres, que va viure al segle ii aC.
Polibi diu que va ser un dels que va aconsellar mantenir la neutralitat en la lluita entre Roma i Perseu de Macedònia. Després de la guerra, l'any 168 aC, quan els comissionats romans Claudi i Gneu Domici van denunciar davant l'assemblea aquea a tots el que havien estat generals dels aqueus acusant-los de ser partidaris de Perseu, Xenó, que havia exercit el càrrec, va protestar i es va oferir per sotmetre's a judici davant un tribunal aqueu o romà, segons diu Polibi.
Va ser sens dubte un dels ostatges enviats a Itàlia quan els romans es van comprometre a celebrar un judici, però va ser retingut durant anys, i segurament va morir allí.